# THE 麻雀
THE 麻雀（ザ マージャン）は、ディースリー・パブリッシャーより発売されているSIMPLEシリーズの麻雀ゲームのシリーズ。2018年に発売されたNintendo Switch版からはSIMPLEシリーズではなくなった。

## 概要
シンプルかつ詳細な設定が可能な麻雀ゲームである。SIMPLEシリーズ最初の作品であるが、定番として複数のハードで発売され、改良したバージョンもリリースされた。
背景や牌の色、カーソルの形などは3種類ずつ用意されている。強さは初段、中段、上段の3つ。ルール設定は、食いタンや二飜縛り、ドボンなどの有無を決めることができる。
1作目となる『SIMPLE1500シリーズ Vol.1 THE 麻雀』は開発元であるシャノアールが思考ルーチンから開発した。初回出荷数は3万本だったが追加注文による生産を長期間にわたって繰り返し、ソニー・コンピュータエンタテインメントがその年の売上げの良かったPlayStation用ソフトを表彰する「PlayStation Awards」において、1999年に50万本突破記念の「GOLD PRIZE」、2001年に100万本突破の「PLATINUM PRIZE」を受賞している。PlayStation系のゲームソフトは売上げの大部分が発売直後に集中するため、本作のように複数の年にまたがって売れ続けて2度も受賞するのはきわめて異例である。
好評につき改良版となる『THE 麻雀2』がVol.39としてリリースされた。思考ルーチンやスピードの強化など機能改善の他、アンケートにより希望が多かった「赤五牌設定」や「戦績記録表示」などの機能が追加された。また符計算の学習ができるモードも搭載された。またPS2版では更なる思考ルーチンの強化のほか、競技麻雀のプロ雀士30名が実名・実写で登場。
DS版ではDSダウンロードプレイにより4人までの対戦が可能、ピクトチャットのようなチャットカード機能で対戦相手との会話が可能。Wiiウェア版はニンテンドーWi-Fiコネクションによるネットワーク対戦のほか、DSを用いた4人までの対戦が可能。
PS3版ではオンラインで4人対戦が可能（簡易チャット機能を搭載）。級段位制が導入されたほか、特定の条件を満たすと称号を獲得し対戦時に設定することが出来るようになった。オフラインによる1人プレイでも楽しめるように双葉理保、イトカなど対局相手を追加できるコンテンツがある。
3DS版ではローカルプレイ、ダウンロードプレイによる近接者との対戦、オンラインでの対戦が可能。
機能を簡略化させた『@SIMPLE DLシリーズ Vol.15 THE 麻雀』（3DS版）、『@SIMPLE DLシリーズG4U Vol.1 THE 麻雀』（PS4版）、『THE 麻雀 LITE』（Nintendo Switch版）も発売されたが、DLCの購入により正規版と同等の内容となる。

## ど根性ガエル THE 麻雀
『ど根性ガエル THE 麻雀』（どこんじょうがえる ざマージャン）はSIMPLEキャラクター2000シリーズの麻雀ゲームで、『ど根性ガエル』のキャラクター12名が登場する。ストーリーモードではお寿司を賭けて対戦。キャラクター毎に異なるイカサマ技を発動させる「ど根性システム」を搭載。ひろしとピョン吉のみボイスあり。